# Grüne Hohlzunge

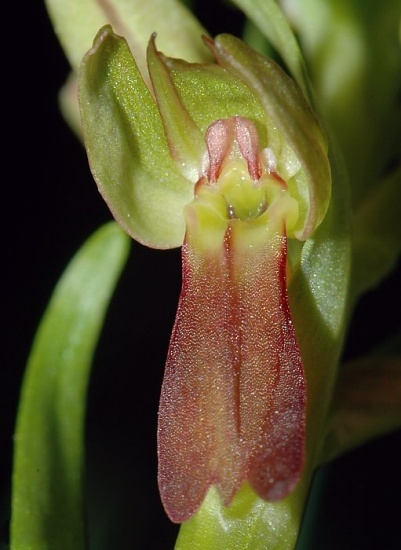
Blüte der Grünen Hohlzunge

Die Grüne Hohlzunge (Coeloglossum viride) ist eine Pflanzenart aus der Familie der Orchideen (Orchidaceae). Sie zählt neben der Weißen Höswurz (Pseudorchis albida) und dem Holunder-Knabenkraut (Dactylorhiza sambucina) zu den typischen Orchideen der Bergwiesen. Sie ist nahe verwandt mit den Knabenkräutern (Dactylorhiza), denen sie heute taxonomisch auch von einigen Autoren aufgrund molekulargenetischer Forschungen zugeordnet wird (Dactylorhiza viridis (L.) R.M.Bateman, Pridgeon & M.W.Chase). Da diese Ergebnisse noch nicht allgemein akzeptiert sind, wird hier zunächst der bisherige Artname verwendet. Der Name leitet sich von griechisch κοίλος koilos = hohl, ausgehöhlt, γλώσσα glossa = die Zunge und viride, von lateinisch viridis = grün ab, ist in den deutschen Sprachgebrauch wörtlich übersetzt und verweist auf den ausgehöhlten Sporn.

## Beschreibung
Auf Grund ihrer Größe und meist grünlichen Farbe ist die Grüne Hohlzunge eine sehr unauffällige, ausdauernde, krautige Pflanze. Die Grüne Hohlzunge bleibt meist klein, kann jedoch auch Wuchshöhen bis 30 Zentimeter erreichen. Dieser Geophyt besitzt handförmig geteilte Knollen als Überdauerungsorgane. Der stumpfkantige, kahle Stängel ist hellgelbgrün. Die drei bis sieben unteren stängelumfassenden Laubblätter sind eiförmig; die oberen mehr lanzettlich.
Der arm- bis reichblütige Blütenstand kann bis zu 30 Blüten enthalten. Die kleinen, grünlichgelben bis grünen und manchmal rötlich überlaufenen Blüten stehen mit ihren gedrehten Fruchtknoten in der Achsel lanzettlich grüner Tragblätter. Die sechs Perigonblätter – jeweils nur wenige Millimeter groß – neigen sich so zueinander, dass sie die Form eines halbkugeligen Helms annehmen. Eine dicke, dreilappige, maximal 10 Millimeter lange Lippe (Labellum) hängt zungenförmig herab und gibt dieser Orchideenart ihren Namen. Nur 2 bis 3 Millimeter misst der sackförmige Sporn. Durch die am Lippengrund ausgebildeten Drüsen entströmt der Blüte ein schwach honigartiger Duft, der die Bestäuber, wie zum Beispiel Käfer, Bienen, Hummeln oder Wespen anlockt.
Die Blütezeit erstreckt sich in Abhängigkeit von Höhenlage, Standort und geländeklimatischen Einflüssen von Anfang/Mitte Mai in tieferen Lagen bis Ende Juni oder Anfang Juli. An gebirgigen Waldstandorten über Muschelkalk (etwa 400 Meter NN) können noch Anfang August blühende Pflanzen gefunden werden. Meist ist der Fruchtansatz der Pflanzen recht hoch.
Die Chromosomenzahl beträgt 2n = 40, seltener 20.

## Verbreitung

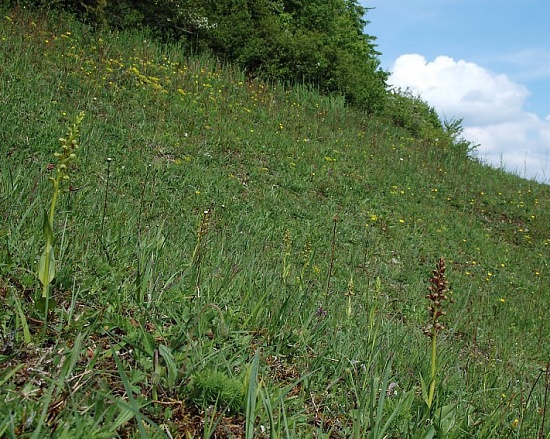
Grüne Hohlzunge, Bergwinkel, Hessen

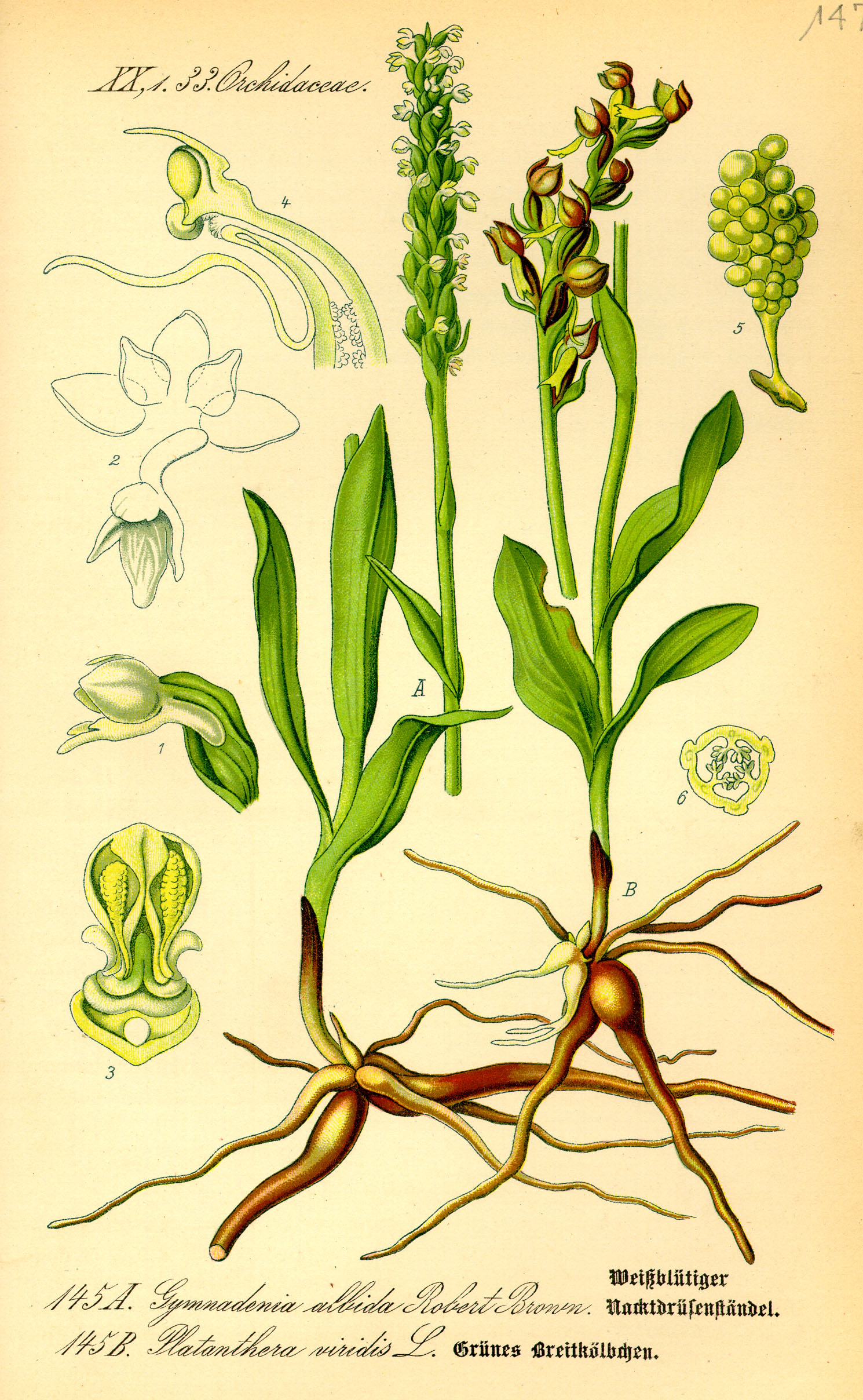
Coeloglossum viride (rechts)
Abbildung in:
Otto Wilhelm Thomé: Flora von Deutschland, Österreich und der Schweiz, Gera (1885)

Das Areal der Grünen Hohlzunge erstreckt sich auf der nördlichen Halbkugel von Nordamerika bis Ostasien, über weite Teile Nord-, Mittel- und Südeuropas, besonders der Alpen- und Karpatenländer, Skandinaviens, der Türkei, der Krim und des Kaukasus. Es umfasst die subarktische Zone und die subalpinen Gebiete der Nordhalbkugel. In Europa kommt die Art in fast allen Ländern vor und fehlt nur in Portugal, Ungarn, Moldau, Griechenland und im europäischen Teil der Türkei.
Die Grüne Hohlzunge ist ein Florenelement der (meridional/montanen) submeridional/montanen temperat boreal arktischen Florenzone. Nach Baumann und Künkele hat die Art in den Alpenländern folgende Höhengrenzen: Deutschland 80–2280 Meter, Frankreich 1–2660 Meter, Schweiz 260–2710 Meter, Liechtenstein 470–2200 Meter, Österreich 350–2700 Meter, Italien 80–3150 Meter, Slowenien 90–2180 Meter.  In Europa kommt sie von 1–3150 Meter vor. Der jüngere Fund auf 3150 Meter im Trentino ist nicht nur für diese Art, sondern für eine der heimischen Orchideen in Europa der bisher höchste Fund. Im Himalaja kommt sie bis 3900 Meter Meereshöhe vor.
Deutschland
Die Verbreitung in Deutschland zeigt, dass die Grüne Hohlzunge auch im Hügel- und Flachland ab 100 Meter NN vorkommen kann. Diese vereinzelten Vorkommen, meist auf Kalkmagerrasen, aber auch in lichten Wäldern, sind vom Rückgang der konkurrenzschwachen Art besonders betroffen. In Niedersachsen ist die Grüne Hohlzunge bereits ausgestorben. In Hessen, Nordrhein-Westfalen, Rheinland-Pfalz und dem Saarland wird sie als stark gefährdet eingestuft. In Baden-Württemberg, Sachsen, Sachsen-Anhalt und Thüringen ist sie vom Aussterben bedroht. Allein für Bayern gilt der Status gefährdet. In Schleswig-Holstein und Mecklenburg-Vorpommern kam Coeloglossum viride nie vor, dagegen wurde sie in Brandenburg an einem Fundort mit wenigen Exemplaren bekannt.
Österreich
In Österreich kommt sie in allen Bundesländern mit Ausnahme von Wien und Burgenland vor, wo sie als ausgestorben gilt.
Schweiz
In der Schweiz ist sie in den höheren Lagen noch weitgehend ungefährdet. In tieferen Lagen ist sie durch die Intensivierung der Landwirtschaft sehr selten.
Der derzeitige europäische Verbreitungsschwerpunkt liegt in den Alpen. Aber auch in der Eifel, der Rhön, dem Fichtelgebirge,  im Schwarzwald, der Schwäbischen Alb und dem Thüringer Wald hat die Grüne Hohlzunge einen Verbreitungsraum, sofern eine extensive Wiesennutzung erfolgt, welche die Biotopstrukturen kurzrasig und lückig hält. Bei Aufgabe dieser traditionellen Nutzung hat der Rückgang dieser Pflanzenart dramatische Ausmaße angenommen. Dabei spielen auch weitere Einflussfaktoren wie zum Beispiel Nährstoffeintrag oder der Klimawandel eine Rolle.

## Standorte und Ökologie
Die Grüne Hohlzunge ist auf mäßig feuchten, nährstoffarmen, oft aber kalkreichen Böden bis in eine Höhe von 2900 m ü. NN zu finden. Aber auch die Mittelgebirge mit sauren Magerrasen, Trocken- und Halbtrockenrasen bieten der Grünen Hohlzunge einen Lebensraum bei Böden mit einem pH-Wert von 5,7 bis 7,9.
Die Grüne Hohlzunge  braucht kalkfreien oder mindestens kalkarmen, stark humusdurchsetzten Lehmboden. Sie kommt in ungedüngten, nährstoffarmen Trockenrasen und ebenso in Sumpfwiesen vor. Sie steigt im Gebirge bis etwa 2500 m auf, und sie kommt hier vor allem auf Matten, aber auch in Zwergstrauchgebüschen und lichten Wäldern vor. Sie fehlt in weiten Teilen des Tieflands. Insgesamt ist sie in Mitteleuropa sehr selten.  Sie findet sich in den Pflanzengesellschaften der Ordnung Nardetalia und der Verbände Mesobromion, Calamagrostion und Seslerion. In den Allgäuer Alpen steigt sie bis zu 2200 Metern Meereshöhe auf.
Die ökologischen Zeigerwerte nach Landolt & al. 2010 sind in der Schweiz: Feuchtezahl F = 3w+ (mäßig feucht aber stark wechselnd), Lichtzahl L = 4 (hell), Reaktionszahl R = 3 (schwach sauer bis neutral), Temperaturzahl T = 2 (subalpin), Nährstoffzahl N = 2 (nährstoffarm), Kontinentalitätszahl K = 3 (subozeanisch bis subkontinental).
An zusagenden Standorten tritt die Grüne Hohlzunge einzeln oder in kleinen Gruppen auf. Wenn die Grüne Hohlzunge, wie das gelegentlich vorkommt, in lichten Gebüschen oder in Bergwäldern steht, dann kann die sonst unauffällige Pflanze untypisch groß werden. Ihr Blütenstand erreicht dann oft eine Länge von 10 cm.
Die Grüne Hohlzunge  gilt aufgrund des feinen Geruchs der Blüten, ihres Nektars, der vom Sporn der Lippe rinnt, als allogam. Darwin beschrieb erstmals den Bestäubungsmechanismus, er kannte aber noch keine Bestäuber. Die Grüne Hohlzunge gilt als Nachtfalterblume.
Die Senkungsbewegung der Pollinarien dauert sehr lange. In der Literatur werden verschiedene Insekten wie Bienen, Nachtfalter und Wespen als Bestäuber genannt.

## Naturschutz und Gefährdung
Die Grüne Hohlzunge ist in den letzten Jahrzehnten rapide zurückgegangen, weil ihre Standorte durch „Meliorisierung“ vor allem in den Mittelgebirgen vernichtet worden sind.
Wie alle in Europa vorkommenden Orchideenarten steht auch die Grüne Hohlzunge unter strengem Schutz europäischer und nationaler Gesetze.
- Rote Listen:
  - Rote Liste Deutschland: 2 (stark gefährdet)
  - Rote Liste Bundesländer: Baden-Württemberg: 2, Bayern: 3 (gefährdet), Berlin: -, Brandenburg: -, Bremen: -, Hamburg: -, Hessen: 2, Mecklenburg-Vorpommern: -, Niedersachsen: 0 (ausgestorben oder verschollen), Nordrhein-Westfalen: 2, Rheinland-Pfalz: 2, Saarland: 2, Sachsen-Anhalt: 1, Sachsen: 1, Schleswig-Holstein: -, Thüringen: 1 (vom Aussterben bedroht).
  - Rote Liste Schweiz: LC (Least Concern) – nicht gefährdet
  - Rote Liste Österreich: regional gefährdet im westlichen Alpengebiet und im Klagenfurter Becken.

- Orchidee des Jahres:

Die Grüne Hohlzunge ist ein besonders sensibler Vertreter der gefährdeten Bergwiesenflora und hat einen sehr großen Rückgang zu verzeichnen. Im Jahr 2004 wurde diese Pflanze vom Arbeitskreis Heimische Orchideen (AHO) in Deutschland zur Orchidee des Jahres erklärt, um auf die Problematik der Erhaltung und Pflege der Bergwiesen aufmerksam zu machen und einer Zerstörung dieser Biotope durch Aufforstung und Überbauung entgegenzuwirken. Will man diese interessante Orchideenart  erhalten, sind in erster Linie ihre Lebensräume zu sichern. Dazu bedarf es der Wiesenpflege durch regelmäßige Mahd und/oder extensive Beweidung. Auf Intensivweide und Düngung reagiert die Grüne Hohlzunge negativ. Nach längerer Brache sollte vorsichtig entbuscht werden. Einer Versauerung des Bodens kann durch entsprechende Mineralienzufuhr – beispielsweise Thomasmehl oder Holzasche – vorgebeugt werden.

## Systematik
Der am häufigsten verwendete wissenschaftliche Name lautet: Coeloglossum viride (L.) Hartm. 1820

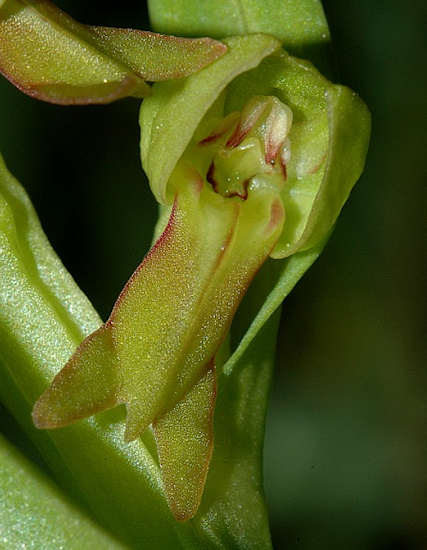
Coeloglossum viride Einzelblüte

In einer Revision der Subtribus Orchidinae in der Zeitschrift Lindleyana wurde 1997 auf Basis von genetischen Merkmalen die Grüne Hohlzunge in die Gattung Knabenkräuter (Dactylorhiza) als Dactylorhiza viridis (L.) R.M.Bateman, Pridgeon & M.W.Chase eingeordnet. Dieser Name wird heute bereits als gültiger neuer Name benutzt, hat sich jedoch bislang noch nicht vollständig durchgesetzt.
Das Basionym Satyrium viride wurde 1753 von Carl von Linné in Species Plantarum Band 2 Seite 944 erstveröffentlicht. Die Art wurde 1997 durch Richard M. Bateman, Alec Melton Pridgeon und Mark Wayne Chase in  Lindleyana Band 12 Seite 129 als Dactylorhiza viridis (L.) R.M.Bateman, Pridgeon & M.W.Chase in die Gattung Dactylorhiza gestellt.
Neben dem Basionym Satyrium viride L. gibt es zahlreiche Synonyme, die durch die Einordnung in unterschiedliche Gattungen entstanden sind:
| - Orchis viridis (L.) Crantz 1769 - Habenaria viridis (L.) R.Br. 1813 - Gymnadenia viridis (L.) Rich. 1817 - Sieberia viridis (L.) Spreng. 1817 - Entaticus viridis (L.) Gray 1821 | - Chamorchis viridis (L.) Dumort. 1827 - Platanthera viridis (L.) Lindl. 1829 - Himantoglossum viride (L.) Rchb. 1830 - Peristylus viridis (L.) Lindl. 1835 - Dactylorhiza viridis (L.) R.M.Bateman, Pridgeon & M.W.Chase 1997 |

## Unterarten, Varietäten, Hybriden
Die Grüne Hohlzunge tritt in zwei Unterarten und zwei Varietäten auf, die sich vor allem durch ihre Areal-Herkunft unterscheiden:
- Coeloglossum viride subsp. bracteatum (Willd.) Richter 1890. Nach R. Govaerts ist sie zu Dactylorhiza viridis var. virescens zu stellen.[2]
- Coeloglossum viride subsp. coreanum (Nakai) Samtoi 1969. Nach R. Govaerts ist sie zu Dactylorhiza viridis var. virescens zu stellen.[2]
- Coeloglossum viride var. islandicum (Lindley) Schulze. Nach R. Govaerts wird sie zu Dactylorhiza viridis var. viridis gestellt.[2]
- Coeloglossum viride var. virescens (Muhl. ex Willd.) Luer (Syn.: Dactylorhiza viridis var. virescens (Muhl. ex Willd.) Baumbach): Sie kommt im fernöstlichen asiatischen Russland bis Japan und in Nordamerika vor.[2]
- Coeloglossum viride var. viride (Syn.: Dactylorhiza viridis var. viridis)

Auch eine Hybridisierung mit anderen Orchideenarten ist möglich, als Hybriden sind beschrieben:
- ×Dactyloglossum P.F. Hunt & Summerhayes 1965 (Coeloglossum × Dactylorhiza)
  - ×Dactyloglossum conigerum (Norman) Rauschert 1973 (Coeloglossum viride × Dactylorhiza maculata)
  - ×Dactyloglossum dominianum (E.G. Camus, Bergon & A. Camus) Soó 1966 (Coeloglossum viride × Dactylorhiza maculata)
  - ×Dactyloglossum drucei (Camus) Soó 1966 (Coeloglossum viride × Dactylorhiza maculata)
  - ×Dactyloglossum erdingeri (Kerner) Janchen 1966 (Coeloglossum viride × Dactylorhiza sambucina)
  - ×Dactyloglossum guilhotii (E.G. Camus, Bergon & A. Camus) Soó in Soó & Borsos 1966 (Coeloglossum viride × Dactylorhiza incarnata)
  - ×Dactyloglossum mixtum (Ascherson & Graebner) Rauschert 1969 (Coeloglossum viride × Dactylorhiza fuchsii)

- ×Gymnaglossum Rolfe 1919 (Coeloglossum × Gymnadenia)
  - ×Gymnaglossum jacksonii (Quirk) Rolfe 1919 (Coeloglossum viride × Gymnadenia conopsea)
  - ×Gymnaglossum quirkii Camus 1928 (Coeloglossum viride × Gymnadenia conopsea)

- ×Coeloplatanthera Ciferri & Giacomini 1950 (Coeloglossum × Platanthera)
  - ×Coeloplatanthera brueggeri Ciferri & Giacomini 1950  (Coeloglossum viride × Platanthera chlorantha)

## Bildergalerie

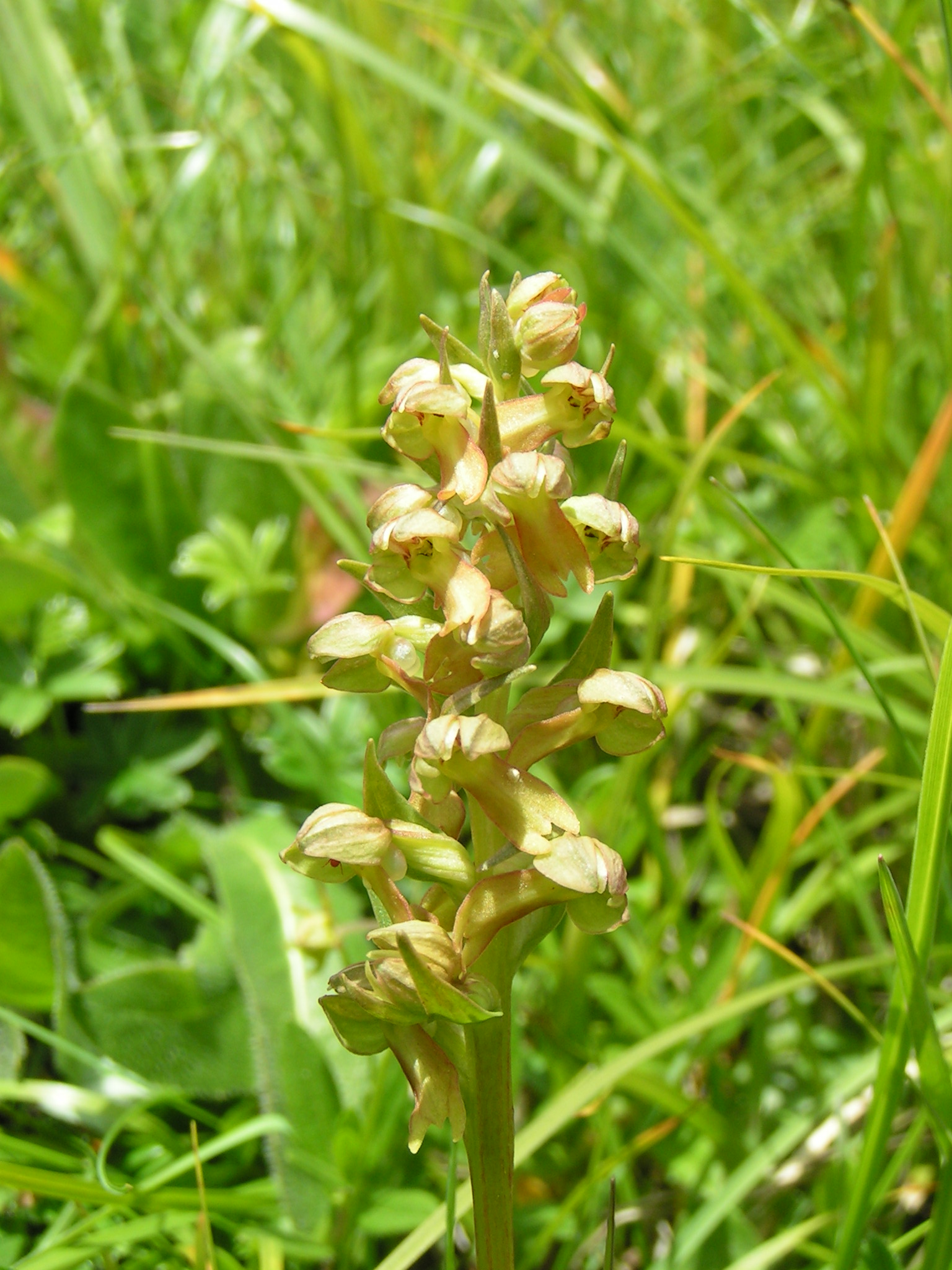
Grüne Hohlzunge Blütenstand
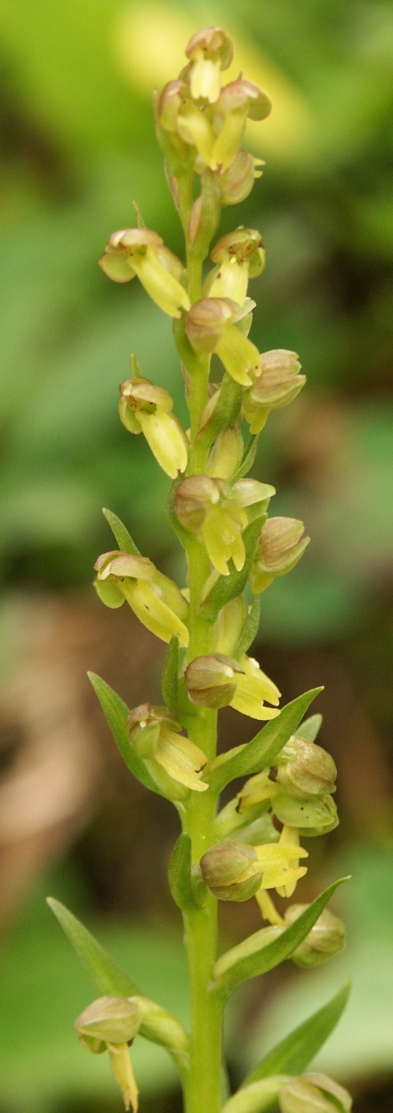
Grüne Hohlzunge Berchtesgadener Alpen
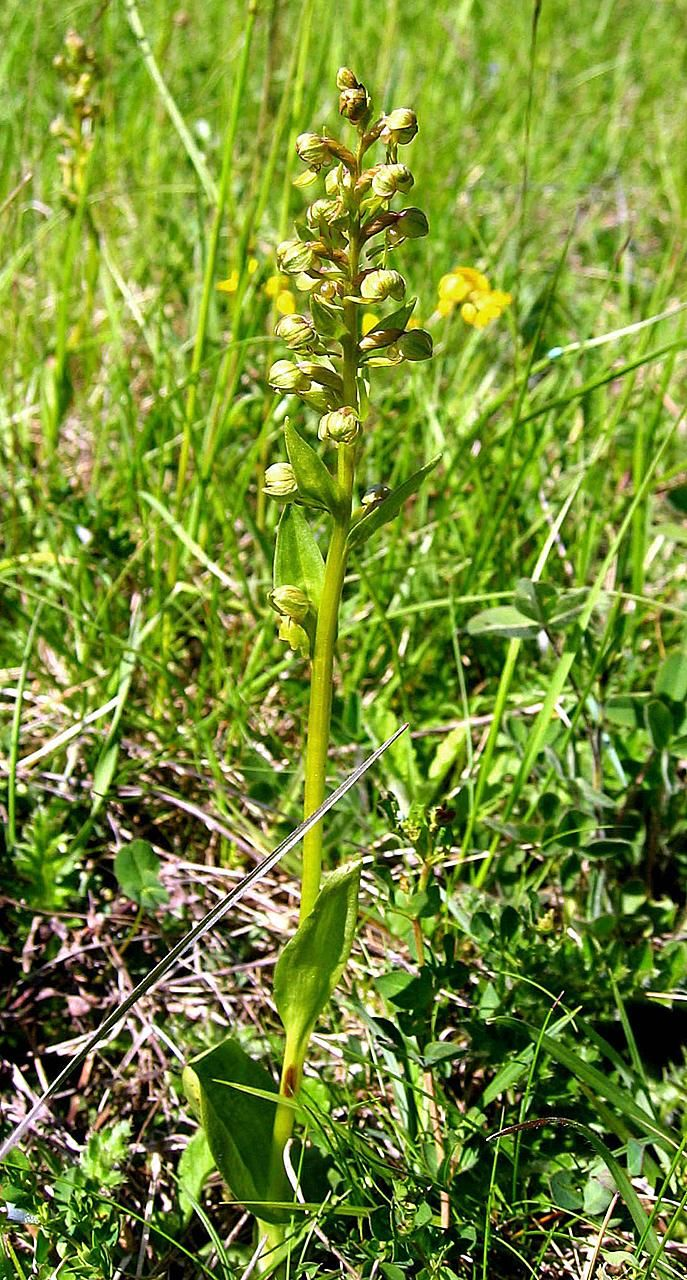
Grüne Hohlzunge Saarland
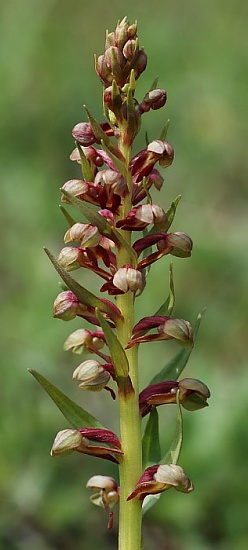
Grüne Hohlzunge Bergwinkel, Hessen
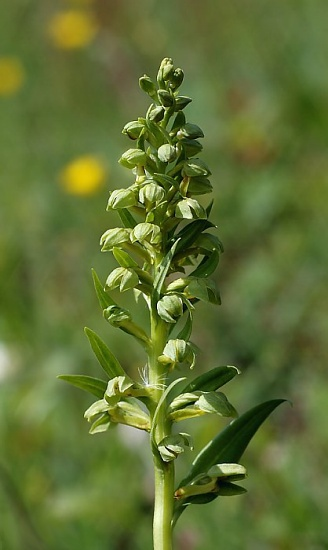
Grüne Hohlzunge Bergwinkel, Hessen
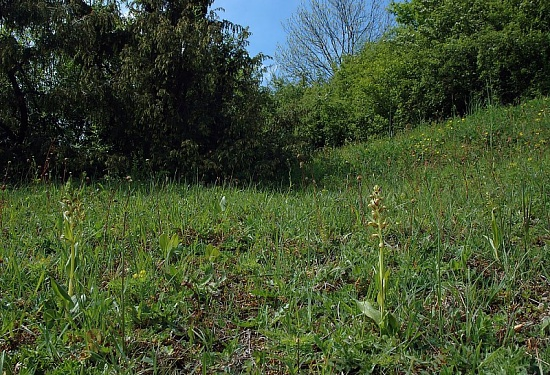
Grüne Hohlzunge Bergwinkel, Hessen
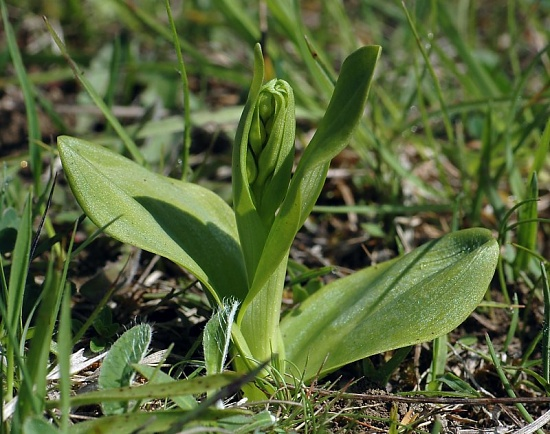
Grüne Hohlzunge Bergwinkel, Hessen
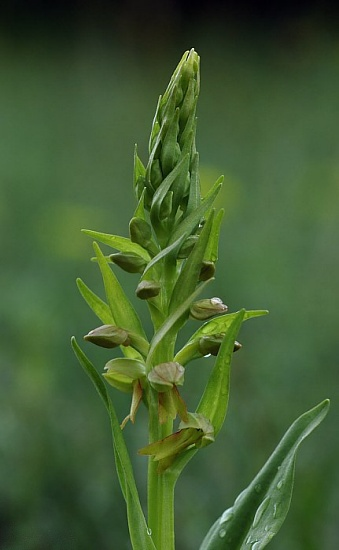
Grüne Hohlzunge Bergwinkel, Hessen
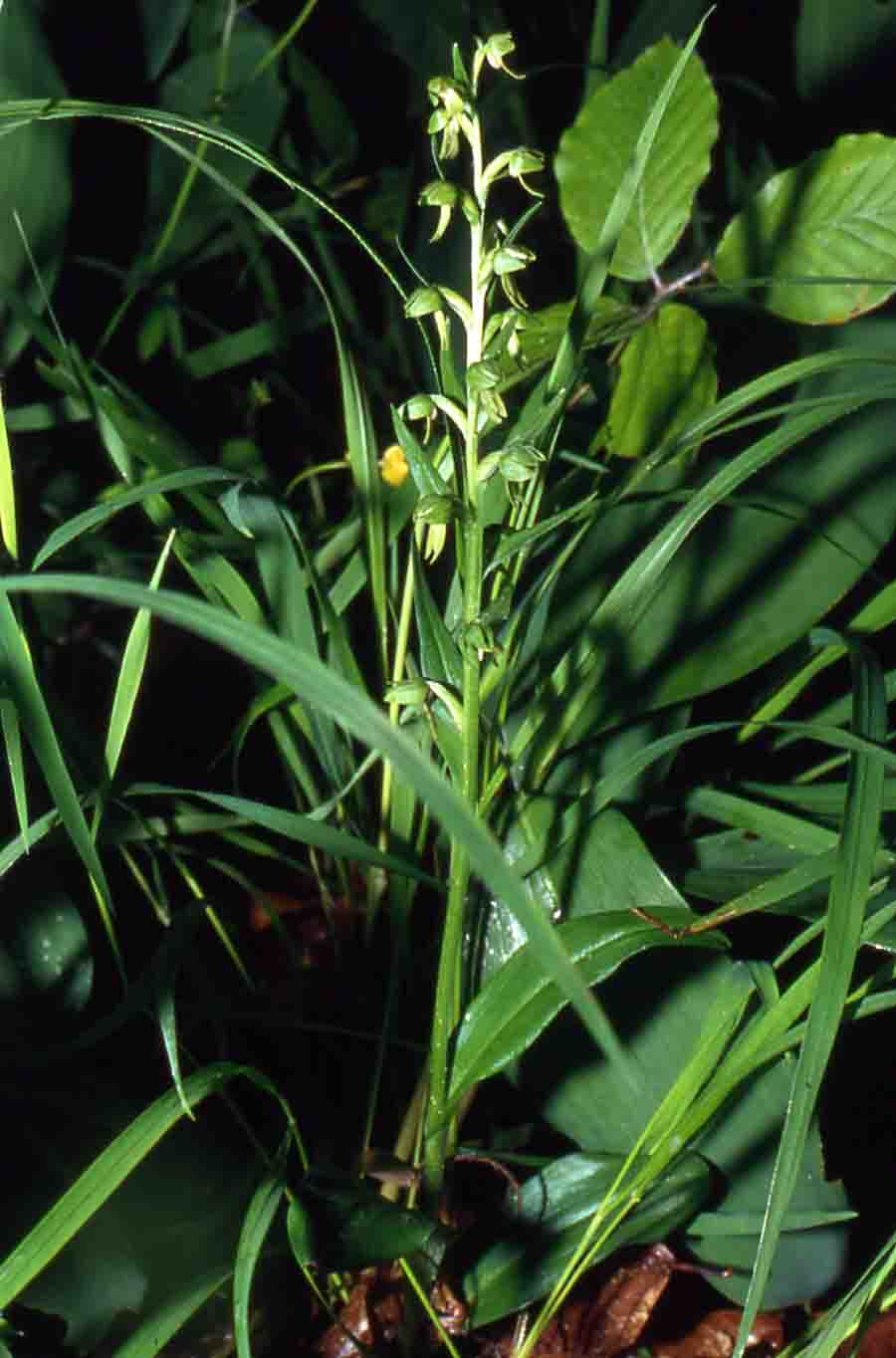
Grüne Hohlzunge Hartenstein, Bayern
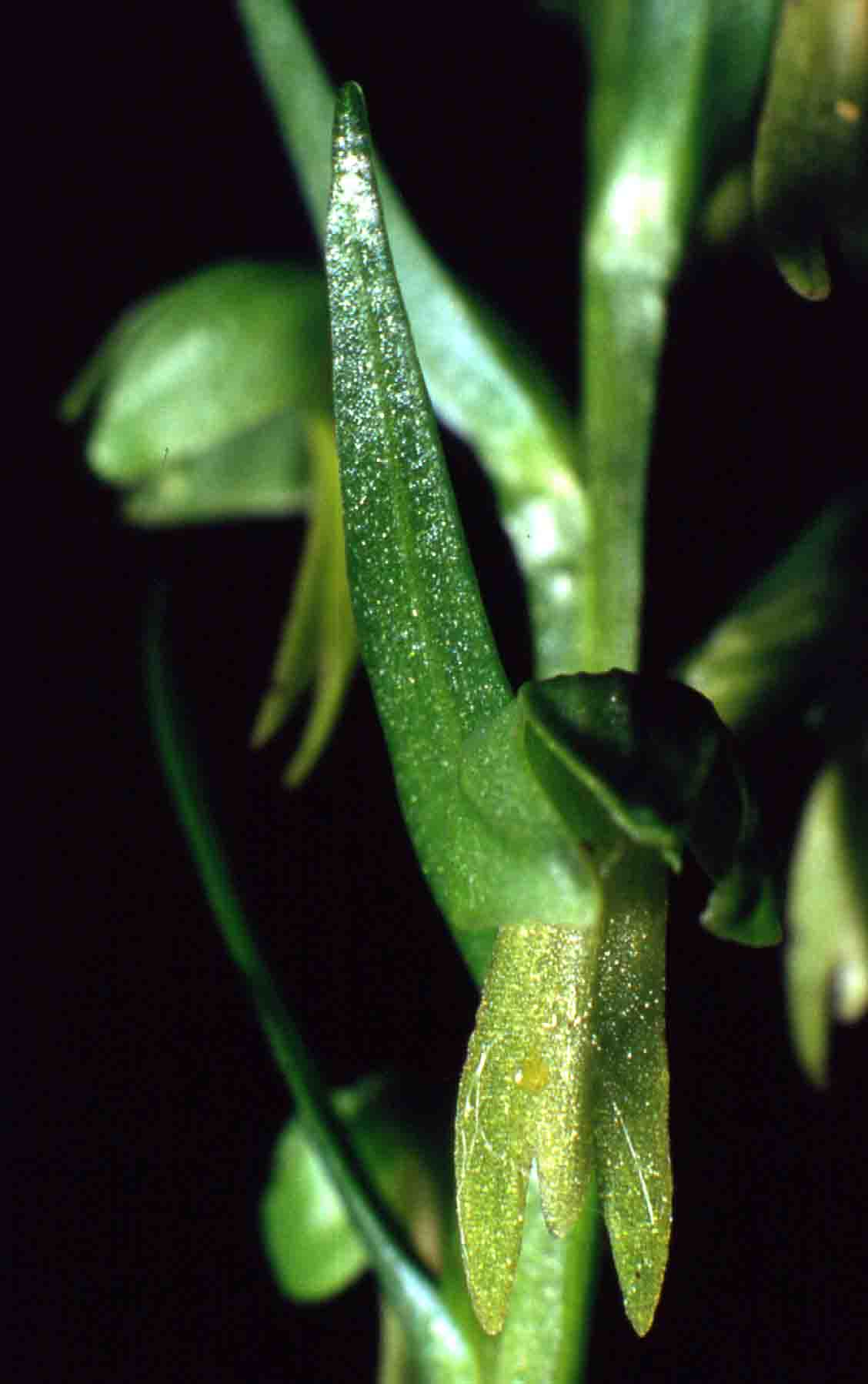
Einzelblüte der Grünen Hohlzunge Hartenstein, Bayern
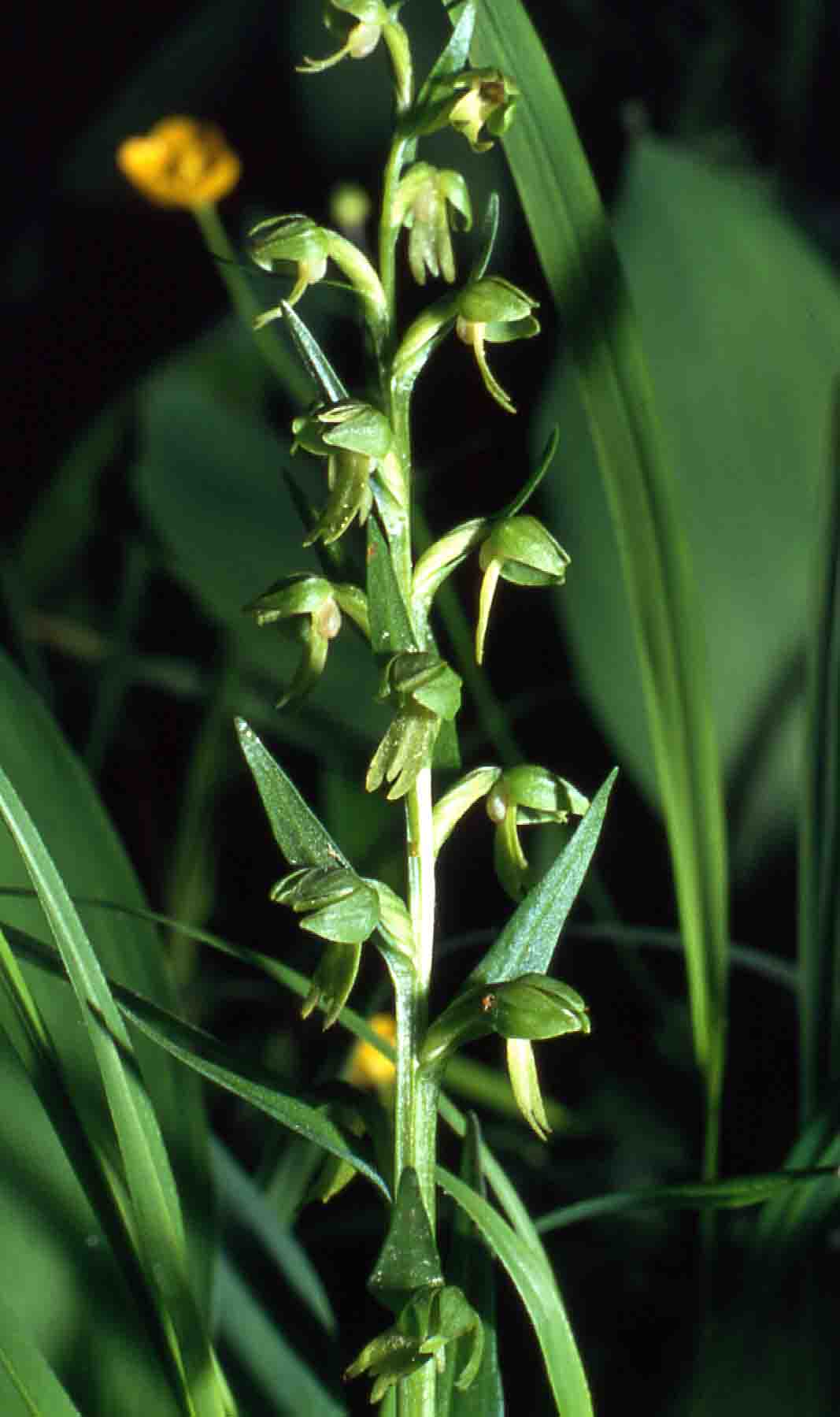
Coeloglossum viride Blütenstand (Fränkische Alb)